# Greg Smith (musicien américain)
Pour les articles homonymes, voir Greg Smith.
Gregory Smith (né le 21 mai 1963)  est un bassiste et chanteur américain.
Il a collaboré avec Billy Joel, Wendy O. Williams, Alice Cooper, Rainbow, Over the Rainbow, Blue Öyster Cult,  Dokken, Vinnie Moore,  Joe Lynn Turner,  Ted Nugent, Tommy James et les Shondells, Alan Parsons, les tortues, Felix Cavaliere, Chuck Negron, Joey Molland, Denny Laine, Glenn Frey et les sorciers de l'hiver .
Smith joue dans le film Wayne's World en tant que membre du groupe d'Alice Cooper, interprétant  Feed My Frankenstein.